# コルヘア報告
コルヘア報告（ドイツ語: Korherr-Bericht）は、リヒャルト・コルヘアが作成した報告書「ヨーロッパ・ユダヤ人問題の最終的解決（Endlösung der Europäischen Judenfrage）」の通称。この文書はナチス・ドイツ支配下のヨーロッパにおけるホロコーストの進捗に関する報告書で、作成者のコルヘア（ドイツ語: Richard Korherr）はルートヴィヒ・マクシミリアン大学で法学と国民経済学を学び、『出生率低下――ドイツ民族への警告』という論文で博士号を取得し、親衛隊統計局の主任検査官を務めた人物である。
初版（全16ページ）と要約版（全7ページ）があり、初版は1943年1月にでハインリヒ・ヒムラーに提出された。コルヘアはヒムラーから委嘱を受けて、1937年から1942年12月までの間に、ヨーロッパのユダヤ人が400万人減少したと見積もった。初版の9ページには、1939年10月から1942年12月31日までの間に、ポーランド総督府の収容所で127万4千人、ヴァルテラント帝国大管区の収容所（ヘウムノ強制収容所）で14万5千人のユダヤ人が「特別措置された」とある。
バルバロッサ作戦によりドイツ軍が侵攻した地域からのソビエト・ロシア系ユダヤ人の減少については、統計データが不足していたため報告書には含まれなかった。全SS部隊から受け取った、いわゆる「すでに避難した」ユダヤ人に関する報告を国家保安本部（RSHA）で要約したが、要約版ではヒトラーに提出することを意図したヒムラーの要望で、コルヘアにより「特別措置（Sonderbehandlung）」の語が完全に削除された。

## 内容
16ページに渡る報告書の初版は、1943年3月23日に提出された。続いて、ヒムラーの要求により6ページ半にまとめた要約版が1943年3月31日に出されている。報告書は、ドイツやオーストリア、そしてヨーロッパに残っているユダヤ人の数、強制収容所に収容されたユダヤ人、1933年以降に自然死したユダヤ人の数、そして東方に逃避したユダヤ人の数を詳細にまとめていた。ヒムラーは完全版を極秘資料として受け取り、要約版では「特別措置」を「輸送」や「経由」に書き換えさせた。報告では、1937年から1942年12月までに、ヨーロッパ・ユダヤ人の数が400万人減少したと計算されていた。
コルヘアは、この減少は「移民や、中欧および西欧におけるユダヤ人の超過死亡、あるいは特に人口の多い東方での逃避によるものであり、これは進行中であると考えられる」と説明している。

コルヘアはさらに以下の説明を付記している。
東方占領地におけるソビエト・ロシア系ユダヤ人の死亡については一部しか記録されていないこと、さらにヨーロッパ・ロシアの他地域や、最前線での死亡はまったく含まれていないことに注意すべきである。さらに、我々には図り知れない、ロシア国内のアジア地域へのユダヤ人の移住の動きも存在する。ドイツの影響下にないヨーロッパ諸国からのユダヤ人の移動も、大部分は未知である。全体として、ヨーロッパのユダヤ人は、1933年以降、つまりドイツの国家社会主義政権における最初の10年間で、人口のほぼ半分を失ったはずである。

## コルヘアの戦後の主張
コルヘアは、ホロコーストについては一切知らなかったとし、「1945年の崩壊（敗戦）後に、初めて絶滅について聞いた。」と述べた。

1977年7月にドイツ誌デア・シュピーゲルに送った手紙の中で、コルヘアはヒムラーの命令で報告書を書いたことはないとし、次のように述べた。
100万人以上のユダヤ人がポーランド総督府とヴァルテラント帝国大管区の収容所における「特別措置」によって死亡したことに私が言及したというのは正確ではない。私は、この文脈において「死んだ」という語が用いられていることに強く抗議する。私は「特別措置」（Sonderbehandlung）という言葉の意味を知らなかった為、RSHAに電話したところ、それはユダヤ人をルブリン地区に定住させる事だ。という回答を得た。　　　　　　　　　　　　　　　　　　　　　　　　　　　　　　　　　　　　　　　　　　　　　　　　　　　　　　　　　　　　　　　　　　　　　　　　　　　　　　
しかし、上記の主張は虚偽を含んでいる。
現在はヒムラーからコルヘアに命令があったことが明らかになっている。また、コルヘアが初版からの修正方針についてヒムラーの指示を仰いだ際に「後々、場合によってはありうることの資料として、特に隠ぺい目的のために、非常によくできていると思う」とのフィードバックを受けており、コルヘア報告が婉曲語法を必要とする文書であることはヒムラーもコルヘアも承知していた。
なお、初版に「特別措置」（Sonderbehandlung）の文言が残っているのはヒムラーの指示に反するものであり、指示通りであればすべて輸送（Transportierung）に置き換えられることになっていた。

## 要約版における婉曲表現についての否定論者の主張
否定論者のゲルマー・ルドルフは、次のように主張する。
婉曲表現を使用するのはドイツ国民や兵士からユダヤ人絶滅を隠蔽するためとされるが、正史派の説明によればヒトラーがユダヤ人絶滅を命じたのは秘密裏であり、簡約版というヒトラー宛の報告書で婉曲表現を使用しているのはなぜか?　ヒトラーは虐殺を知らなかったのではないか。あるいは、本当は文字通りにユダヤ人が「収容所を経由」しただけだったのではないか、と。
だが、婉曲表現が使用された経緯はルドルフの主張するところとは違っており、「ユダヤ人問題の公的な取り扱いの際には、将来の全体的解決に関するいかなる言及も行ってはならない」（1943年7月11日付の回状43年第33号）との命令が出ていたためである。

### コルヘア報告の原文
- Korherr Report online（英語訳）
- Korherr Report, Nuremberg documents, NO 5192-4
- Der Korherr-Bericht, Lange Fassung　初版の独語版全文（1943年3月23日提出）
- Der Korherr-Bericht, Anweisung Himmler an Korherr　ヒムラーからの修正指示（コルヘアに着いたのは1943年4月10日）
- Der Korherr-Bericht, Kurze Fassung　要約版の独語版全文（1943年4月19日提出）

### 二次文献
- Götz Aly, Karl Heinz Roth: Die restlose Erfassung. Volkszählen, Identifizieren, Aussondern im Nationalsozialismus. Frankfurt/M. 2005, ISBN 3-596-14767-0 (germ.)
- Gerald Roberts Reitlinger, Johann Wolfgang Brügel: Die Endlösung. Hitlers Versuch der Ausrottung der Juden Europas 1939-1945. (1. Ed. English 1953 The Final Solution: The Attempt to Exterminate the Jews of Europe, 1939-1945. 1987 - ISBN 0-87668-951-9), Berlin, Colloquium 1. dt. Aufl. - 1956,  7. Ed. 1992 (ISBN 3891668708), Copress - paperb.ed 1983.  700 p. ISBN 3-7678-0466-2
- 永岑三千輝「ユダヤ人移送(疎開)と特別処理(ゾンダーベハンドルング)――ヴァンゼー会議から1942年末まで」『横浜市立大学論叢 人文科学系列』第63巻3号，横浜市立大学学術研究会，2012年，193～225頁．